# Pediasia bizonellus
Pediasia bizonellus là một loài bướm đêm trong họ Crambidae.